# کارلوس فریل لارا
کارلوس فریل لارا (به اسپانیایی: Carlos Freile Larrea) (زادهٔ ۱۸۷۶ – درگذشته ۲۳ آوریل ۱۹۴۲) یک سیاستمدار اهل اکوادور بود.